# Glasenapp (Adelsgeschlecht)

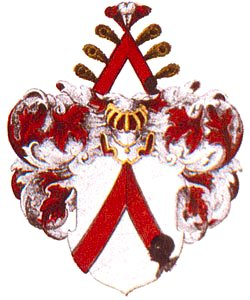
Wappen derer von Glasenapp

Glasenapp ist der Name eines alten Adelsgeschlechts aus Pommern mit Zweigen in Deutschland, Lettland, Estland, Russland, den USA, Brasilien und Paraguay.

## Geschichte
Die Familie wurde mit Willekinus dictus Glasenap und dessen Söhnen Bertoldus und Ludbertus erstmals am 5. April 1287 erwähnt, und zwar als Vorbesitzer der halben Feldmark und des Dorfes Necknin bei Kolberg in einer Urkunde des Bischofs Hermann von Cammin. Im 13. und 14. Jahrhundert war ihr Landbesitz eher gering. Erst im 15. Jahrhundert mehrten sich ihr Besitztum und ihr Vermögen, und im 16. Jahrhundert gehörte sie zu den wohlhabendsten Geschlechtern Hinterpommerns, den „Schloßgesessenen“, wie die Bezeichnung für eine Gruppe privilegierter Lehnsbesitzer in Brandenburg und Pommern lautete.

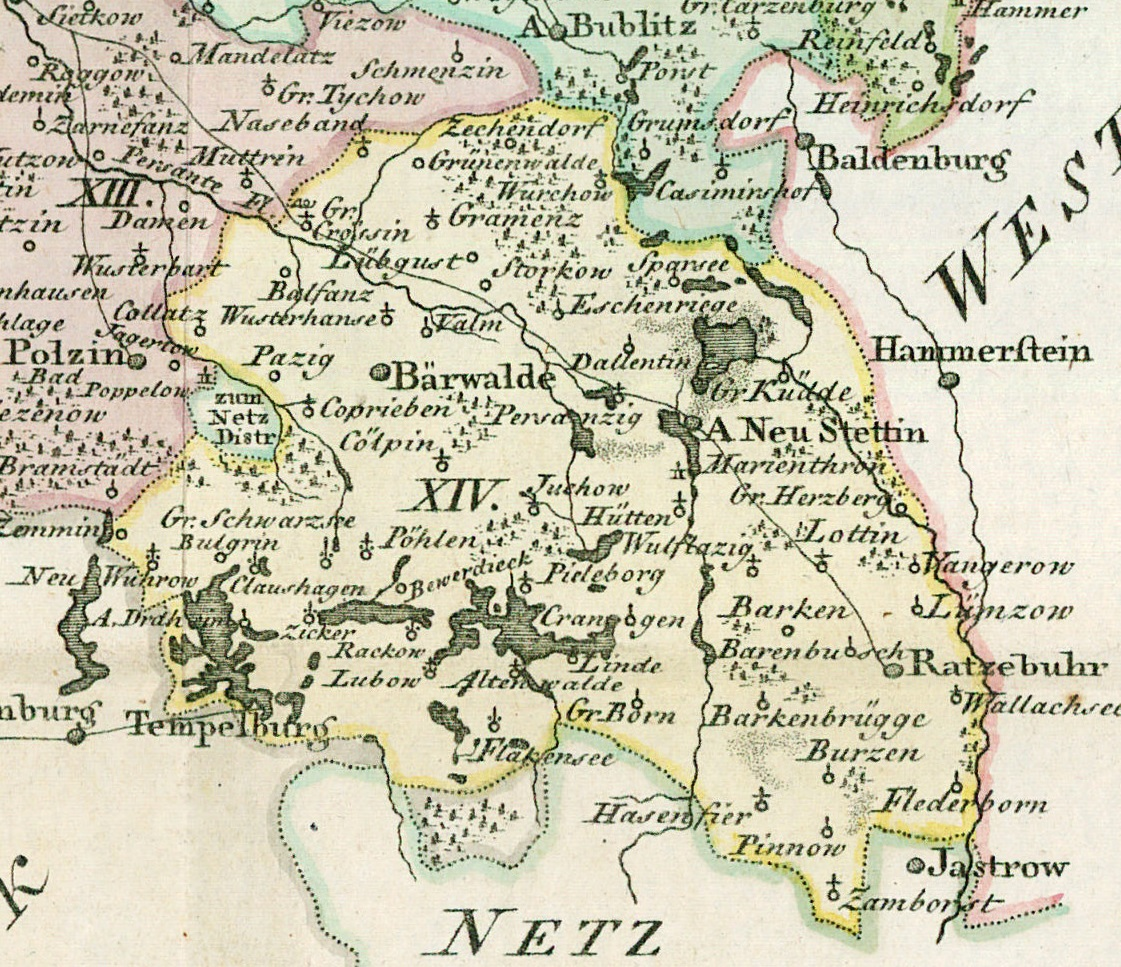
Der Kreis Neustettin im 18. Jahrhundert. Nördlich von Bärwalde liegt Gramenz

Die Ortschaften zwischen Bärwalde und Gramenz waren Glasenappscher Besitz. Bärwalde, im Mittelalter mitgegründet von den Glasenapp, war im wechselnden Besitz verschiedener pommerscher Adelsfamilien, so der Vier Geschlechter, der Glasenapp, Münchow, Wolde und Zastrow, denen das Land Bärwalde und die Pileburger Heide ab 1523 gemeinsam gehörte. Das Bärwalder Schloss gehörte bis ins 18. Jahrhundert den Glasenapp.
Das Gebiet der Familie erstreckte sich von der alten polnisch-pommerschen Grenze zwischen Tempelburg und Landeck bis in die Gegend von Köslin und Schlawe. In früherer Zeit gehörte ein fruchtbarer Streifen längs der Küste bei Kolberg dazu. Gramenz war Hauptort des Glasenappschen Kreises und Sitz des Glasenappschen Gerichts. Sie hatten das Münzrecht und allerlei landesherrliche Prärogativen. Hauptsitze waren Bärwalde, Gramenz, Altenwalde, Koprieben, Balfanz, Wurchow, Bublitz, Pollnow und Manow. Der damals bereits bestehende Landkreis Neustettin wurde 1725 mit dem Glasenappschen Kreis zu einem Kreis zusammengefasst. Als Folge des Kriegs mit Frankreich mussten im Jahr 1811 in Preußen zahlreiche Domänen veräußert werden; dies betraf auch einen Teil der Besitztümer der Familie von Glasenapp. Bis Anfang des 20. Jahrhunderts waren alle Glasenapp'schen Besitze in Hinterpommern verkauft.
Der erste Glasenapp, der in Livland auftrat, war Tönnies Glasenap, der von Erzbischof Wilhelm am 1. Januar 1545 „unser hauptman zu Marienhausen und lieber getrewer“ genannt und der am 20. August 1552 sowie am 8. Februar 1554 mit Ländereien im Gebiet Kreuzburg belehnt wurde. Sie haben vorübergehend in Estland die Güter Krüdnersdorf, Salishof, Bentenhof, Loewenküll, Koik und Perrist, sowie in Lettland die Güter Ruthern, Senershof und Treppenhof besessen. Nach der Revolution in Russland von 1917/18, dem Friedensschluss von Brest-Litowsk und den Friedensschlüssen zwischen der UdSSR und den neuen Republiken Estland und Lettland wurden die Güter Rogosinsky (seit 1744), Lutznik (1860 von Rogosinsky abgeteilt), Alexanderhof (seit 1901) und Somel konfisziert.
Ein weiterer Zweig existiert in Russland, aus dem nicht wenige als Berufsoffiziere dienten und den Generals- oder Admiralsrang erreichten. Die russische Transliteration des Namens ist Глазенап.
Außerdem gibt es eine schlesische Linie, die mit Franz Carl von Glasenapp († 1817 auf Gut Kraskau, Kr. Rosenberg, Oberschlesien) beginnt.
Am 26. November 1898 wurde ein Familienverband gegründet und am 20. Dezember 1905 in das Vereinsregister des Amtsgerichtes Berlin-Charlottenburg eingetragen. Der Familienverband existiert bis heute. Seit dem 29. Oktober 1905 existiert auch eine Familienstiftung (nicht zu verwechseln mit der Glasenapp-Stiftung des Helmuth von Glasenapp).

### Briefadelige Familienlinien
Der Gotha weist 1942 verschiedene briefadelige Zweige aus, die in Einzelfällen in vorherigen Ausgaben des Uradels publiziert wurden. Die in den Jahren 1790, 1798, 1801 und 1805 nobilitierten Glasenapp-Familien gehen sämtlich auf preußische Adelslegitimationen für Söhne von Offizieren zurück. Die Genealogien aus 1839, 1840 und 1842, heute nicht mehr bestehend, sind Diplome in den preußischen Adel, zuweilen auf die nicht standesgemäße Herkunft der Mutter beruhend.

## Wappen

Wappen derer von Glasenapp

Das Stammwappen zeigt in Silber einen bis an den oberen Schildrand reichenden, roten Sparren (1315), später (1409) erscheint auf dem linken Schenkel ein schräglinks liegender, aufwärtssehender Mohrenkopf. Das ursprüngliche Wappenbild war ein Sparren, welchen auf späteren älteren Siegeln ein gläserner Napf begleitete. Durch Undeutlichkeit der Zeichnung soll daraus der Mohrenkopf entstanden sein. Auf dem Helm mit rot-silbernen Decken ein roter Sparren mit schwarzem Kopf wie im Schild, auf den Schenkeln je drei natürliche Pfauenfedern, auf der Spitze besteckt mit drei Straußenfedern, von denen die rechte schwarz, die mittlere rot und die linke silbern ist.

## Bekannte Familienmitglieder
- Alexander von Glasenapp (1793 bis etwa 1876), russischer Generalleutnant, Generaldirektor der Eisenbahnen
- Alfred von Glasenapp (1882–1958), deutscher Kapitänleutnant und U-Boot-Kommandant im Ersten Weltkrieg
- Asmus von Glasenapp († 1629), schwedischer Oberst
- Carl Friedrich Glasenapp (1847–1915), Biograph von Richard Wagner und russischer Staatsrat
- Caspar Otto von Glasenapp (1613–1665), Herzoglicher Landrat auf Balfanz, Stadtrat, Richter und Amtsvorsteher in Belgard
- Caspar Otto von Glasenapp (1664–1747), preußischer Generalfeldmarschall, Gouverneur von Berlin
- Caspar Otto von Glasenapp (1669–1745), sächsisch-polnischer Generalmajor
- Curt von Glasenapp († 1460), Landesvogt, Schlosshauptmann von Neustettin, Feldoberst
- Erdmann von Glasenapp (1660–1721), preußischer Generalmajor
- Ernst Reinhold Gerhard von Glasenapp (1861–1928), Polizeipräsident von Köln und Warschau, Landesdirektor und Bundesratsbevollmächtigter von Waldeck
- Eugen von Glasenapp (1810–1884), russischer Generalmajor
- Franz von Glasenapp (Landrat) (1680–1737), deutscher Landrat von Demmin-Treptow
- Franz Christian von Glasenapp (um 1712–1771), deutscher Landrat von Schlawe-Pollnow
- Franz Georg von Glasenapp (1857–1914), deutscher Generalleutnant
- Georg von Glasenapp (General) (1850–1918), russischer Generalleutnant
- Georg Johann von Glasenapp (1750–1819), russischer General und Gouverneur von Westsibirien
- Gerhard Philipp Jakob von Glasenapp (1859–1936), preußischer Generalleutnant
- Gottlieb Friedrich Alexandrowitsch von Glasenapp (1811–1892), russischer Admiral; Mitglied des Reichsrats
- Gregor von Glasenapp (1855–1939), Orientalist; russischer Staatsrat; philosophischer und philologischer Schriftsteller
- Gustav von Glasenapp (1840–1892), preußischer Leutnant und Militärschriftsteller.
- Helmuth von Glasenapp (1891–1963), deutscher Religionswissenschaftler und Indologe
- Henning von Glasenapp († um 1342), pommerscher Rat; dänischer Admiral
- Imogen von Glasenapp (1876–1939), Künstlerin, 2. Ehefrau des Alexander von Bernus und Mutter der Ursula Pia von Bernus
- Joachim von Glasenapp (1600–1667), geistlicher Dichter; pommerscher Hofmeister; Mitglied des Palmenordens
- Joachim Reinhold von Glasenapp (1717–1800), Oberstleutnant und Gründer des Regiments Frei-Husaren Glasenapp
- Johannes von Glasenapp († um 1345), pommerscher Kanzler
- Kurt Karl Gustav von Glasenapp (1856–1937), Oberregierungsrat, Leiter der Theaterabteilung des Kgl. Polizeipräsidiums Berlin, 1920 Chef der neuen Filmprüfstelle
- Otto von Glasenapp (Kriegsrat) († spätestens 1565), dänisch-norwegisch-schwedischer und pommerscher Oberst und Kriegsrat
- Otto von Glasenapp (General, 1811) (1811–1893), preußischer Generalmajor
- Otto von Glasenapp (1853–1928), Vizepräsident der Reichsbank
- Peter von Glasenapp (Vogt) († um 1410), Landesvogt; Schlosshauptmann von Neustettin
- Peter von Glasenapp (1713–1787), preußischer Landrat und Landesdirektor
- Peter Wladimir von Glasenapp (1882–1951), russischer Generalleutnant, Kommandeur der Kaiserlich-Russischen und der Nordwest-Armeen
- Reinhold von Glasenapp (1814–1887), Gutsbesitzer und preußischer Politiker
- Sergei Pawlowitsch Glasenapp (1848–1937), sowjetischer Astronom; Direktor der Universitätssternwarte in St. Petersburg; Mitglied der sowjetischen Akademie der Wissenschaften
- Wedig von Glasenapp (1855–1937), preußischer Generalleutnant
- Wilhelm Otto von Glasenapp (1786–1862), russischer Generalleutnant
- Woldemar von Glasenapp (1812–1895), russischer Vizeadmiral; Gouverneur von Archangelsk

## Trivia
Ein nach dem Geschlecht benannter Ort in Pommern trägt heute den Namen Godzisław und gehört zur Gemeinde Grzmiąca (Gramenz).
Heinrich von Puttkamer (1789–1871) und Luitgarde Agnese von Glasenapp (1799–1863) waren die Eltern von Johanna von Puttkamer, der Ehefrau von Otto von Bismarck.
Stefan Heyms Roman Hostages heißt in der deutschen Übersetzung Der Fall Glasenapp.
Der Amtsschreiber in Gerhart Hauptmanns Theaterstück Der Biberpelz heißt Glasenapp.
In der TV-Produktion Sachsens Glanz und Preußens Gloria: Gräfin Cosel des DDR-Fernsehens aus dem Jahre 1985 spielt Elke Brosch eine „Madame Glasenapp“.
Ein aus dem 16. Jahrhundert stammender pommerischer Spruch, der sich auf die Familien Borcken, Glasenapp und Wedeln bezieht, lautet: „De Borcken moth (Mut), De Glasenappen goth (Reichtum), De Wedeln tritt (Benehmen), We dat het, de kümt wol mit (Wer das hat, der kommt wohl mit)“.
Nach dem Richard-Wagner-Biographen Carl Friedrich Glasenapp ist in Bayreuth der Glasenappweg, nach dem gleichnamigen Indologen und Religionswissenschaftler in Tübingen die Helmuth-von-Glasenapp-Straße benannt worden. Im niederrheinischen Dülken, einem Stadtteil von Viersen, gibt es den Glasenappweg, sowie die Karnevalsgarde Glasenap. Im nicht weit entfernten niederländischen Tegelen, einem Stadtbezirk von Venlo, gibt es die Glazenapstraat, das Denkmal Glazenapplein, die historische Garde Frei-Husaren von Glasenapp (eine historische Garde) und den Fischteich de Glazenap.
Im Rheinischen Wörterbuch heißt es in der Beschreibung eines regionalen Brauches in Dülken und Kempen um 1874, dass eine Gruppe von Junggesellen am Freitagnachmittag der Kirmeswoche mit dem „Glasenapp“ von Norden nach Osten heulend auf den Markt zog, um dort das Grab für „Bruder Bacchus“ herzustellen. Das zum Dalershof gehörige Castellchen bei Dülken soll einst von Joachim Reinhold von Glasenapp mit zwölf zerlumpten Söldnern bewohnt gewesen sein. Von der Zeit an nannten die Dülkener alle Vagabunden Glasenapp. Später gab man den vornehmen Bewohnern und deren Sitz in der alten Pfarrkirche den Necknamen Glasenäpper.
In der Nähe von Bad Schmiedeberg liegt das „Jungferngrab“ Margarete Christine von Glasenapps aus Bad Düben, die 1637 in den Wirren des Dreißigjährigen Krieges an dieser Stelle von schwedischen Landsknechten vergewaltigt und ermordet wurde. Auf der Grabtafel steht: „Wo Nixen und Elfen lauschen, wo Tannenwipfel rauschen, fand ich mein frühes Grab. Steh, Wanderer, still und bete, hier ruht die Margarete Christine von Glasenapp“.
Wenn man in Berlin zur Zeit Friedrich Wilhelm I. eine Hausfrau als sparsam bezeichnen wollte, sagte man sprichwörtlich, sie hat den (Spar-)„Strumpf der Frau Generalin v. Glasenapp“, da diese aufgrund ihrer Leibesfülle ein entsprechend „mächtiges Bein besaß und ein Strumpf voller Dukaten einen ansehnlichen Betrag darstellte“.

### Sekundärliteratur
- Rheinisches Wörterbuch. (9 Bände), Bonn/Berlin 1928–1971, Bd. II, Digitalisat
- Ernst Fritsche: Die Dübener Heide und ihre Umgebung. Düben 1922; S. 101, aus: Das Jungferngrab und der Totschlag und Dübener Heide, (Text: Georg Gunske), Brockhaus-Verlag, Leipzig 1988.